# Municipio de Reading (condado de Calhoun)
El municipio de Reading (en inglés: Reading Township) es un municipio ubicado en el condado de Calhoun en el estado estadounidense de Iowa. En el año 2010 tenía una población de 511 habitantes y una densidad poblacional de 5,55 personas por km².

## Geografía
El municipio de Reading se encuentra ubicado en las coordenadas 42°15′36″N 94°26′46″O / 42.26000, -94.44611. Según la Oficina del Censo de los Estados Unidos, el municipio tiene una superficie total de 92.15 km², de la cual 92,11 km² corresponden a tierra firme y (0,04 %) 0,04 km² es agua.

## Demografía
Según el censo de 2010, había 511 personas residiendo en el municipio de Reading. La densidad de población era de 5,55 hab./km². De los 511 habitantes, el municipio de Reading estaba compuesto por el 98,04 % blancos, el 0,59 % eran afroamericanos, el 0,2 % eran amerindios, el 0,2 % eran asiáticos, el 0,2 % eran isleños del Pacífico y el 0,78 % eran de una mezcla de razas. Del total de la población el 0 % eran hispanos o latinos de cualquier raza.